# نادي زيورخ
نادي زيورخ لكرة القدم (بالألمانية: Fussballclub Zürich) نادي كرة قدم سويسري تأسس عام1896، ويلعب في الدوري السوبر السويسري.

## الإنجازات
- الدوري السويسري (12): 1902، 1924،1963،1966، 1968، 1974، 1975، 1976، 1981، 2006، 2007، 2009.
- كأس سويسرا (9): 1966، 1970، 1972، 1973، 1976، 2000، 2005، 2014، 2016.

- إنجازات قارية:
  - نصف نهائي كأس الأندية الأوروبية للأبطال (2): 1964، 1977.
  - مرحلة المجموعات في دوري أبطال أوروبا: 2009\10.[2]